# Џејмс Нанели
Џејмс Вилијам Нанели (енгл. James William Nunnally; Сан Хозе, 14. јул 1990) амерички је кошаркаш. Игра на позицијама бека и крила.

## Биографија
После студија на колеџу Санта Барбара, Нанели није изабран на НБА драфту 2012. године. Први професионални ангажман имао је у грчкој Кавали где је одиграо само неколико утакмица. Након тога се вратио у САД и заиграо у НБА развојној лиги за екипу Бејкерсфилд џема, одакле је стигао до НБА потписавши уговор са Атланта хоксима. Нанели је затим поново играо у развојној лиги (Бејкерсфилд џем и Тексас леџендси), а онда је имао и краткотрајни боравак у Филаделфија севентисиксерсима. Сезону 2014/15. почео је у Естудијантесу а завршио у израелском Макаби Ашдоду. У сезони 2015/16. играо је за Авелино и био је најкориснији играч италијанске Серије А. У јулу 2016. године потписао је уговор са Фенербахчеом. Провео је наредне две сезоне у Фенербахчеу и учествовао је у освајању Евролиге у сезони 2016/17, док је у домаћим оквирима два пута био првак Турске и два пута освајач националног Суперкупа. Сезону 2018/19. почео је у екипи Минесота тимбервулвса, али је отпуштен у јануару 2019. након 13 одиграних утакмица. Истог месеца је потписао и један десетодневни уговор са Хјустон рокетсима током којег је одиграо две утакмице. Крајем јануара 2019. вратио се у европску кошарку и потписао уговор до краја сезоне са Олимпијом из Милана. Током јесени 2019. наступао је у Кини за Шангај шарксе, а почетком 2020. године се вратио у Фенербахче, потписавши уговор до краја 2019/20. сезоне. У априлу 2021. потписао је уговор са Њу Орлеанс пеликансима до краја сезоне. У сезони 2021/22. наступао је за Макаби из Тел Авива. У јулу 2022. потписао је уговор са Партизаном.

## Успеси

### Клупски
- Фенербахче:
  - Евролига (1): 2016/17.
  - Првенство Турске (2): 2016/17, 2017/18.
  - Суперкуп Турске (2): 2016, 2017.

- Макаби Тел Авив:
  - Лига куп Израела (1): 2021.

- Партизан:
  - Јадранска лига (1): 2022/23.

### Појединачни
- Најкориснији играч Првенства Италије (1): 2015/16.